# ヒンドゥスターニー語

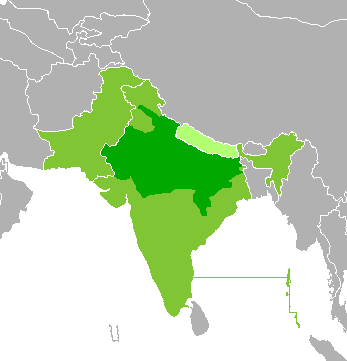
南アジアにおけるヒンドゥスターニー語使用地域図。濃い緑が母語話者地域、緑が公用語地域、薄い緑が第二言語としての話者が多い地域

ヒンドゥスターニー語（ヒンドゥスターニーご）は、インド・アーリア語派に属する言語で、一般にはインドの公用語・ヒンディー語、およびパキスタンの公用語・ウルドゥー語として知られる複数中心地言語である。インド亜大陸北部に「ヒンディー・ベルト」と呼ばれる方言連続体を形成しているが、デリー方言（カリー・ボリー）が中心的な方言であり、標準ヒンディー語、標準ウルドゥー語はいずれもデリー方言を基礎としている。南アジア（特に北部）のリンガフランカであり、話者の多く住むフィジーでも公用語のひとつとなっている。また、北部インドからの移民の多かったトリニダード・トバゴやガイアナ、スリナムにも話者が存在する。

## 概要
「ヒンドゥスターニー語」という語は、いくつもの異なった意味で用いられる。
1. デリーを含む地域で話される自然言語。インド・アーリア語派中央語群の西ヒンディー諸語のひとつで、カリー・ボーリーとも呼ぶ。ウルドゥー語やヒンディー語の基盤になった。
2. 19世紀にインド総督のウィリアム・ベンティンクによってインドの官庁で使われる公用語に定められた言語[1]。ウルドゥー語から極端なペルシア語の影響を除いて、一般民衆の言語に近づけたもの。インドの独立後は公用語としての地位を失った。
3. 現代におけるウルドゥー語とヒンディー語の共通部分、または両者の中間的形態、または両者の総称。

「ヒンドゥスターニー」の名称は当初第二の意味であり、「インドの言葉」を意味した。18世紀末にベンガル総督のマクファーソンの時代に、イギリス人によって命名された。
新インド・アーリア語のひとつである（第一の意味の）ヒンドゥスターニー語を基盤としてウルドゥー語が成立したが、この言語には上層としてペルシャ語やアラビア語の語彙や文法の影響がきわめて強い。これらの借用語は多くの固有語を廃語に追いやった。後の『ヒンディー語』成立の際の言語純化でも、これらの固有語を復活させることはせず、代わりにサンスクリットからそのままの形の単語を新たに直接借用する形を取った。これらの分化は19世紀頃起こった。
現在では、ヒンディー語とウルドゥー語の総称として、また両言語の話者が日常生活に用いる両言語の混交、中間形態をさす言葉としても用いられる。これはおそらく北インドから西インドにかけての事実上の共通語であり、各地域・言語別に大別されるインド映画のうち「ボリウッド」と呼ばれるヒンディー語娯楽映画においても通常用いられる。
諸方言の中ではデリー方言がもっとも権威があり、ヒンディー語、ウルドゥー語共にデリー方言を基盤にしている。
その地位の高さから、インド語派に属する近縁の言語のみならず、ドラヴィダ諸語に属する南インドの言語にも強い影響力を持ち続けてきた。
上層言語としてサンスクリット、ペルシア語、アラビア語を持つ希有な言語であり、高級語彙の供給元の豊富な言語である。
ヒンドゥスターニーとはヒンドゥスターンというインドを指す別名から来ており、ヒンドゥスターニー語をヒンドゥスターン語、ヒンドースターン語やヒンドスタン語ともいう。

## 歴史

### ウルドゥー語の成立
ガズニ朝のマフムードによるインド侵攻、およびその後のデリー・スルターン朝以来、テュルク＝ペルシャ系のムスリム支配層はペルシア語を公用語として用い、それまでの古典語であったサンスクリットの地位は学術的・文化的なものにとどまるようになった。
デリーとその周辺で話されていたカリー・ボーリーと呼ばれる言語が、ペルシア語やアラビア語の影響を受けて、ウルドゥー語が成立した。この言語はスーフィーの伝道者によって南部に広がり、そこでバンダ・ナワーズ（14-15世紀）らによるウルドゥー文学が花開いた。この文学は民衆への布教を目的としており、ペルシア語の影響は比較的少なかった。
ティムール帝国の末裔バーブルがインドに樹立したムガル帝国では、当初ティムール朝の伝統を引き継ぎペルシア語が公用語であった。ほかにチャガタイ語も公用語だったが、東テュルク語を基礎とした言語であったことから、ムガル帝国が遊牧国家としての性質を失ってインドになじむにつれ、急速に衰退していった。
ムガル帝国下では、17世紀にウルドゥー語文学が発達してゆく。アラビア語やペルシア語からの借用語はさらに増大し、また学者達によって文法やつづりが整備されていった。
なお、この言語が「ウルドゥー語」と呼ばれるようになったのは19世紀以降であり、それ以前はしばしば（混乱することに）「ヒンディー語」と呼ばれていた。

### 近代以降
インドに支配の手を広げたイギリスは、当初ペルシア語を公用語としていた。しかし、ペルシア語が民衆の言語と乖離しているため、ウルドゥー語から極端なペルシア語・アラビア語の影響を除いてこれを「ヒンドゥスターニー語」と名付け、ペルシア語にかえて公用語とした。イギリスはリチャード・ウェルズリーがカルカッタに創立したフォート・ウィリアム大学を中心にこの言語を発達させた。それまでのウルドゥー語の作品は大部分が韻文であり、散文は19世紀以降、イギリスの奨励によって発達した。ヒンドゥスターニー語はインド全域において初等教育の重要課目になった。1835年には英語が公用語に定められ、ペルシア語に代わって英語が新たな上層言語としてヒンドゥスターニー語の上にかぶさることとなった。
イギリス統治の後半から、イギリスの分断政策もありイスラーム教徒とヒンドゥー教徒の間で確執が深まった。両者はインドの公用語となるべきヒンドゥスターニー語の正式な表記文字をデーヴァナーガリー文字とアラビア文字のどちらにするかをめぐって争い始めた。そもそも、インドの知識人はたいていの場合両方の文字を使えたため、デーヴァナーガリーとアラビア文字のどちらで表記するかについては本来ならさほど大きな問題ではなかった。だが、おりしも世界的なナショナリズムの高揚期にも当たっていたため、文字表記の問題はイスラーム教徒とヒンドゥー教徒の間の格好の火種となり、問題は単なる文字表記にとどまらず、言語規範そのものにまで及ぶことになった。
ヒンドゥー教徒側はウルドゥー語中のアラビア語やペルシア語からの借用語をサンスクリットにかえ、ヒンディー語という規範を構築してゆくことになる。一方イスラム教徒側はこうした言語純化運動を行わず、このためアラビア語やペルシア語からの借用語はほぼそのまま保持された。こうして語彙の面でヒンディー語との差異が現われるようになったウルドゥー語は、イスラム教徒の言語と政治的に主張されるようになった。言語分断が進んでいく中、ジャワハルラール・ネルーやマハトマ・ガンディーはウルドゥー語とヒンディー語という二つの規範の再統合と、両言語の中間としてのヒンドゥスターニー語の国語化を訴えた。また彼は、全てのインド国民がアラビア文字・デーヴァナーガリー文字の両方を学ぶことを主張した。しかし彼の主張は、あくまでお互いの文字に固執する両教徒の側から受け入れられなかった。このことは独立運動における両教徒の関係の疎遠化をも招き、結果的にはインドとパキスタンの分離独立という悲劇的結末を迎えることとなった。分離独立後、ヒンドゥーとムスリムの融和の必要性が弱まったため、両国ともにヒンドゥスターニー語の国語化の動きはほぼなくなり、インドはヒンドゥスターニー語ではなくヒンディー語の公用語化の議論がなされるようになった。

### 独立後
共通のヒンドゥスターニー語公用語化の動きこそなくなったものの、分離後のインド・パキスタン両国はいずれもヒンドゥスターニー語に含まれる言語の公用語化を目指した。インドは首都デリーを中心として北インドに広いヒンディー語圏を持ち、国内の言語の中で最も話者数が多かったことから北部諸州選出の議員を中心にヒンディー語公用語化の動きが強まったものの、これは非ヒンディー語圏、特にヒンディー語と全く言語体系の異なる南インドのドラヴィダ諸語圏から強い反発を受け、制憲議会において議論の焦点の一つとなり、1950年に制定されたインド憲法においては、ヒンディー語を公用語とするとともに、「1965年までは英語も公用語として併用する」ことが定められた。1956年には同一言語使用地域を一つの州として再編成する「言語州」化が行われたが、ヒンディー語圏は非常に広大かつ人口が多かったために州の分割が行われ、ラージャスターン州、ウッタル・プラデーシュ州、ビハール州、マディヤ・プラデーシュ州の4つの州が設置された。1965年には憲法における英語併用期限が切れ、南インドを中心とする非ヒンディー語州では激しいヒンディー語公用語化反対運動が巻き起こった。結局、ラール・バハードゥル・シャーストリー首相は単言語化から2週間後に英語の広汎な公用使用を確約し、事実上の公用語2言語制を継続することでこの暴動は収束した。1966年にはパンジャーブ州が東西に分割され、東部新州のハリヤーナー州はヒンディー語州とされた。
パキスタンのウルドゥー語公用語化は、インドよりもさらに困難を伴った。インドでは北部の多数の住民がヒンディー語を母語としていたのに対し、パキスタンでウルドゥー語を母語話者としていた人々は人口の1割以下に過ぎなかったためである。西パキスタンではパンジャーブ語やシンド語の話者が多数を占め、ウルドゥー語話者は都市部の少数にとどまっていた。しかし、パキスタン建国を推進した全インド・ムスリム連盟はウルドゥー語をイスラム教徒側の柱の一つと考えており、またパキスタン総督のムハンマド・アリー・ジンナーをはじめとする政府首脳はほとんどインド側に地盤を持っていたウルドゥー語話者であったこともあって、話者が少ないにもかかわらずウルドゥー語はパキスタンの国語とされ、国民統合の中心を担うこととなった。
しかし、このウルドゥー語国語化は大きな問題を抱えていた。最大の問題は、指導者と地元住民が異なる言語を話すようになってしまったことである。ほとんどの指導者がインド領となった地域から逃れてきており、地元住民の多くとは話が通じなかったことは、民主政治の阻害と中央集権による独裁制の台頭を促した。それでも西パキスタンではウルドゥー語公用語化は摩擦を伴いつつも受け入れられ、徐々に話者も増加していったが、この方針は東パキスタンでは激しい反対を受けた。多数の言語が存在する西に対し、東はベンガル語話者がほとんどを占めていたうえ、東ではウルドゥー語にはなじみがなく話者もほとんどいなかったためである。しかしパキスタン政府首脳は東の要望を無視してウルドゥー語のみの公用語化方針を堅持したため、東ではベンガル・ナショナリズムが激化することとなった。この問題は武力衝突を招くなど東西間の対立の焦点となり、1956年に制定されたパキスタン憲法では国語をウルドゥー語とベンガル語の二言語制にするなどの譲歩も行われたものの対立は激化していき、最終的に1971年のバングラデシュ独立戦争によって国家分裂と東パキスタン（バングラデシュ）の独立を招くこととなった。バングラデシュ独立後、ウルドゥー語はパキスタンの唯一の国語となり、公用語の英語に次ぐ地位を占めるようになった。2015年には、公用語を英語からウルドゥー語に変更するようにパキスタン最高裁判所は命じた。
ヒンディー語とウルドゥー語は共にデリー方言を基盤として整備された経緯があるため、書記言語としては多少の溝はあるものの、日常言語としては依然として一体性を持った一つの言語である。ウルドゥー語は19世紀ごろには詩作に用いられるようになっており、すぐれた詩人が多く輩出されたが、インド・パキスタン分離独立時にこうした詩人の多くは政治的動乱を避けてムンバイの映画界に流れ込み、インド映画の音楽を多用するスタイルに大きな影響を及ぼすとともに、ボリウッド映画に口語的な両言語の混交体をもたらすこととなった。

## 使用状況

### インド
インドでは1950年以降ヒンディー語は英語とともに公用語となっており、使用人口は4億2000万人（2001年）、インド総人口の41%が使用する国内最大言語となっている。また州レベルでも、ラージャスターン州、ハリヤーナー州、ヒマーチャル・プラデーシュ州、ウッタラーカンド州、ウッタル・プラデーシュ州、ビハール州、ジャールカンド州、マディヤ・プラデーシュ州、チャッティースガル州の北部にある9つの州と、首都デリー、アンダマン・ニコバル諸島の2つの連邦直轄領において公用語と定められている。またウルドゥー語も話者人口が5150万人を数え、総人口の5%、話者数でインド5位となっている。憲法の第8附則において定められた22の指定言語のひとつとされており、またジャンムー・カシミール州の公用語ともなっている。
インドのヒンディー語は話者数の多さと、公用語に指定されたことに代表される言語の地位の向上によって、文化的な面での使用も増加傾向にある。ヒンディー語新聞は独立以後急速にその発行部数を拡大し、1979年には英語紙の総発行部数を抜き去り、さらに拡大を続けた。2016年のデータでは、Dainik Bhaskar（381万部、世界4位）やダイニック・ジャグラン（330万部、世界4位）のように発行部数が300万部を超える大新聞も出現している。また、インド映画においてもヒンディー語の果たす役割は大きい。インドでは国内の各言語で映画が製作されるが、なかでもヒンディー語映画はテルグ語と並んでもっとも映画作成本数の多い言語である。ヒンディー語映画は主にムンバイで製作され、ヒンディー語圏の北部諸州で上映される。ムンバイの映画界はボリウッドと呼ばれ、インド映画の中でも中心的な役割を果たしている。また、ヒンディー語映画やテレビは他言語の州でも放映され、それらの州にヒンディー語を広めることにもなった。

### パキスタン
パキスタンのウルドゥー語は国語となっているが、母語話者は国民の8%にすぎない。これらの母語話者のうちで大きな割合を占めるのが、人口の7.6%を占めるムハージルである。ムハージルとは本来、印パ分離独立の際にインドから流入してきたイスラム系移民のことを指すが、そのうち過半数を占めたパンジャーブ人は現地に同化したため、集団としてのムハージルは主にシンド州に定着した人々のことを指す。ムハージルは北インド出身の者が多く、そのため彼らの多くはウルドゥー語話者であり、パキスタン移住後もウルドゥー語を使用し続け、1970年代には新たに民族として位置づけられるようになった。
このようにウルドゥー語母語話者はパキスタンには多くないものの、イスラム教とともに国民統合の中心を担うものとされており、初等・中等教育では必修科目とされ、教授言語もウルドゥー語となっている。こうしたことから、第二言語としてウルドゥー語を使用できるパキスタン人は多い。ウルドゥー語の新聞や雑誌は1999年にはパキスタンの総発行点数のうち8割を占めており、放送もウルドゥー語による番組が多い。一方、特にシンド語を話すシンド人の間ではウルドゥー語に対する反発が根強い。これは、シンド州の都市部に住み主にウルドゥー語を母語とするムハージルとの民族的対立のためであり、1972年にシンド州がウルドゥー語に加えシンド語を州公用語に指定した時には両民族間で死者を出す衝突が起きた。また、ウルドゥー語の母語話者は少ないものの、最大民族であるパンジャーブ人の話すパンジャーブ語とウルドゥー語は文法的に似通っているために習得が容易であり、これも他地方からの反発を招いている。

### フィジー
フィジーにおいては19世紀後半にフィジー・ヒンディー語が成立して以降、ポリネシア系フィジー人の話すフィジー語とインド系のフィジー・ヒンディー語が二大言語として使用されてきた。しかし、かつてフィジー人をしのぐ人口比を誇っていたフィジーのインド系は、1987年のフィジー系のクーデターによる政権奪取以降急速に海外へと流出し、2007年には36%にまで急減した。これによってフィジー・ヒンディー語の話者および影響力も減少傾向にある。

### カリブ
北インドからの移民の多かったカリブ海東部地域、とくにトリニダード・トバゴ、ガイアナ、スリナムといった国々ではインド系住民が最大民族となっており、ヒンディー語やウルドゥー語がインド系住民の間で使用されている。これらは総称してカリブ・ヒンドゥスターニー語と呼ばれる。しかしトリニダード・トバゴとガイアナの公用語は英語、スリナムの公用語はオランダ語であり、カリブ・ヒンドゥスターニー語は民族内の一言語にとどまっている。

## 正書法
前述の歴史的経緯から、ヒンディー語はデーヴァナーガリー文字、ウルドゥー語はアラビア文字系のウルドゥー文字で表記される。特にインドでは、1950年に「デーヴァナーガリー文字で記されたヒンディー語」が公用語として指定されている。互いの言語の話者が文字でコミュニケーションを行う場合、ハンター式などラテン文字を用いた代用表記を用いることがあるが、この表記は標準形が確立されておらず、話者によってまちまちな綴りとなる。
以下にデーヴァナーガリー文字およびウルドゥー文字の表記をそれぞれ示す。
| अ  | आ     | इ    | ई    | उ     | ऊ    | ए    | ऐ  | ओ  | औ  |
| -- | ----- | ---- | ---- | ----- | ---- | ---- | -- | -- | -- |
| ə  | aː    | ɪ    | iː   | ʊ     | uː   | eː   | ɛː | oː | ɔː |
| क  | क़     | ख    | ख़    | ग     | ग़    | घ    | ङ  |    |    |
| k  | q     | [kʰ] | x    | ɡ     | ɣ    | [ɡʱ] | ŋ  |    |    |
| च  | छ     | ज    | ज़    | झ     | झ़    | ञ    |    |    |    |
| t͡ʃ | [t͡ʃʰ] | d͡ʒ   | z    | [d͡ʒʱ] | ʒ    | ɲ    |    |    |    |
| ट  | ठ     | ड    | ड़    | ढ     | ढ़    | ण    |    |    |    |
| ʈ  | [ʈʰ]  | ɖ    | ɽ    | [ɖʱ]  | [ɽʱ] | ɳ    |    |    |    |
| त  | थ     | द    | ध    | न     |      |      |    |    |    |
| t  | [tʰ]  | d    | [dʱ] | n     |      |      |    |    |    |
| प  | फ     | फ़    | ब    | भ     | म    |      |    |    |    |
| p  | [pʰ]  | f    | b    | [bʱ]  | m    |      |    |    |    |
| य  | र     | ल    | व    |       |      |      |    |    |    |
| j  | ɾ     | l    | ʋ    |       |      |      |    |    |    |
| श  | ष     | स    | ह    |       |      |      |    |    |    |
| ʃ  | ʂ     | s    | ɦ    |       |      |      |    |    |    |

| 文字 | 文字名        | 音         | IPA                    |
| ---- | ------------- | ---------- | ---------------------- |
| ا    | alif          | –          | –                      |
| ب    | be            | b          | /b/                    |
| پ    | pe            | p          | /p/                    |
| ت    | te            | t          | /t/                    |
| ٹ    | ṭe            | ṭ          | /ʈ/                    |
| ث    | se            | s          | /s/                    |
| ج    | jīm           | j          | /d͡ʒ/                   |
| چ    | che           | ch         | /t͡ʃ/                   |
| ح    | baṛī he       | h          | /h ~ ɦ/                |
| خ    | khe           | kh         | /x/                    |
| د    | dāl           | d          | /d/                    |
| ڈ    | ḍāl           | ḍ          | /ɖ/                    |
| ذ    | zāl           | dh         | /z/                    |
| ر    | re            | r          | /r ~ ɾ/                |
| ڑ    | ṛe            | ṛ          | /ɽ/                    |
| ز    | ze            | z          | /z/                    |
| ژ    | zhe           | zh         | /ʒ/                    |
| س    | sīn           | s          | /s/                    |
| ش    | shīn          | sh         | /ʃ/                    |
| ص    | su'ād         | ṣ          | /s/                    |
| ض    | zu'ād         | z̤          | /z/                    |
| ط    | to'e          | t          | /t/                    |
| ظ    | zo'e          | ẓ          | /z/                    |
| ع    | ‘ain          | '          | –                      |
| غ    | ghain         | gh         | /ɣ/                    |
| ف    | fe            | f          | /f/                    |
| ق    | qāf           | q          | /q/                    |
| ک    | kāf           | k          | /k/                    |
| گ    | gāf           | g          | /ɡ/                    |
| ل    | lām           | l          | /l/                    |
| م    | mīm           | m          | /m/                    |
| ن    | nūn           | n          | /n/                    |
| و    | vā'o          | v, o, or ū | /ʋ/, /oː/, /ɔ/ or /uː/ |
| ہ    | choṭī he      | h          | /h ~ ɦ/                |
| ھ    | do chashmī he | h          | /ʰ/ or /ʱ/             |
| ء    | hamza         | '          | /ʔ/                    |
| ی    | ye            | y, i       | /j/ or /iː/            |
| ے    | baṛī ye       | ai or e    | /ɛː/, or /eː/          |

## ヒンドゥスターニー語の再統合への試み
ガンジーの夢見た統一インドを未だに理想とする一部の知識人の中には、ヒンドゥスターニー語の再統合を主張するグループが存在している。また、実用的な観点からこの意見を支持する人もいる。この意見に沿えば、まずはムスリム・ヒンドゥー両教徒にとって中立な文字であるラテンアルファベットを用いた正書法をインドとパキスタンが共同で定め、両方の国民にそれを教えることになる。
この場合、ウルドゥーとヒンディーの話者が文書で意思疎通する際の表記法が標準化されるため利便性が増し、ヒンドゥスターニー語の一体性を強く保ち、言語の分裂を阻止するのに役立つと考えられる。それに続いて、ウルドゥー語とヒンディー語という二つの文語規範を調和させ、インド亜大陸のすべての住民が自らの言語として使うことのできる共通語としてのヒンドゥスターニー語を復活させることになる。
現状でも、ボリウッド映画では両言語の混交体が使われていることから、これが共通規範構築の参考になるものと考えられている。ヒンドゥスターニー語の印パ間差異も参照

## 海外ヒンドゥスターニー語
ヒンドゥスターニー語はインド・パキスタン系移民の海外進出に伴って広く世界中に拡散した。定着した場所によって周辺言語の影響を受けつつ、独自の変化を遂げている。とりわけフィジーのヒンドゥスターニー語は同国の公用語のひとつとなっており、ヒンディー、ウルドゥーとは別個の第三の言語規範となる可能性を持っている。
海外のヒンドゥスターニー語の諸方言では、たいていの場合ヒンディー語と同様にデーヴァナーガリー文字で正書法を定め、言語規範はほぼヒンディー語式であるが、これは印パ間の国力差やヒンドゥスターニー語話者の比率を反映しているとされている。

### フィジー・ヒンドゥスターニー語
インド系移民の子孫が多く暮らすフィジーでは、ヒンドゥスターニー語（フィジー・ヒンディー語）が公用語のひとつとなっている。フィジー・ヒンドゥスターニー語と呼ばれるこの言語は、主に南東部の方言（ボージプリー方言）を基礎に成立したため、規範としてはウルドゥー語よりヒンディー語に近く、正書法もデーヴァナーガリーのみを採用している。フィジー語やピジン英語などの影響を受けている。

### マレーシア・ヒンドゥスターニー語
マレーシアやシンガポールには英領統治期に移住させられたインド人移民の子孫が多く居住している。彼らの間では一般的にタミル語が用いられているが、ヒンドゥスターニー語も広く使われている。マレー語や中国語の南方方言からの借用語が多く見られるのが特徴である。正書法はほぼヒンディー語と同じである。